# Sanjiang Renault Automobile
Sanjiang Renault Automobile Co., Ltd. (chinesisch: 三江雷诺汽车有限公司) war ein chinesischer Automobil- und Nutzfahrzeughersteller mit Sitz in Xiaogan.

## Geschichte
Im Jahre 1993 wurde ein Joint Venture zwischen Renault (45 Prozent) und China Sanjiang Space Group (55 Prozent) für die Montage von Automobilen und Nutzfahrzeugen in der Volksrepublik China gegründet.
Renault investierte rund 100 Millionen US-Dollar in den Bau des Werkes. Als theoretische jährliche Produktionskapazität waren 30.000 Fahrzeuge ausgewiesen. Das Werk in Xiaogan stellte im Jahr 2003 seine Produktion ein, während das Unternehmen als Rechtspersönlichkeit bestehen blieb. Für das Produktionsende wird auch das Jahr 2004 genannt.
Im Jahr 2012 wurde eine Zusammenarbeit mit Dongfeng Motor Corporation vereinbart. Dabei übernahm Dongfeng die Anteile von Sanjiang und stockte seine Beteiligung im Rahmen einer Kapitalerhöhung auf 50 % auf. Zugleich wurde das Unternehmen in Dongfeng Renault Automobile Company umbenannt.

## Modelle
Die Produktion wurde mit dem Modell Renault Trafic aufgenommen. Später kam der Renault Espace hinzu, der anfangs unter dem Namen Renault Univers verkauft wurde.
Produziert wurden gerade einmal rund 6000 bis 8000 Einheiten, davon rund 4000 Exemplare des Trafic.
Ab dem Jahr 2000 ließ Renault bei Beijing Automotive Industry Holding 300 Exemplare des Renault Scénic aus CKD-Bausätzen herstellen, ohne dass diese Partnerschaft weiter verfolgt wurde.

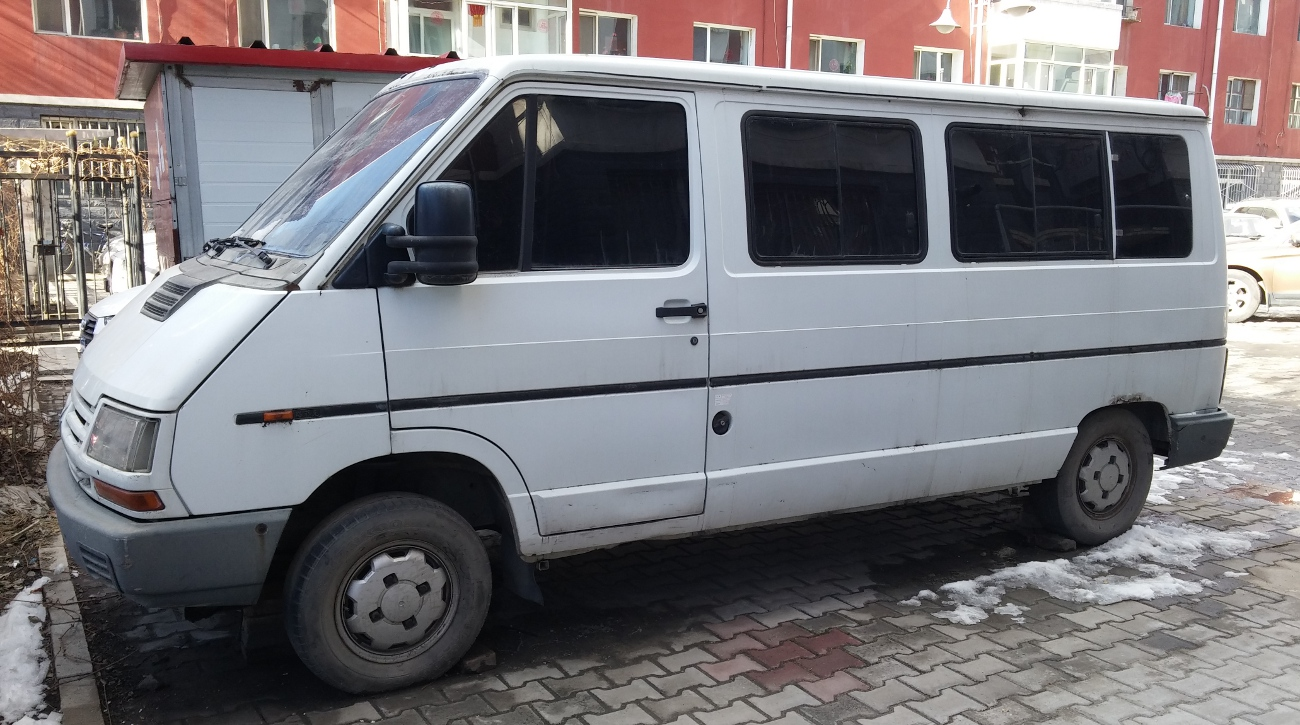
Sanjiang Renault Trafic
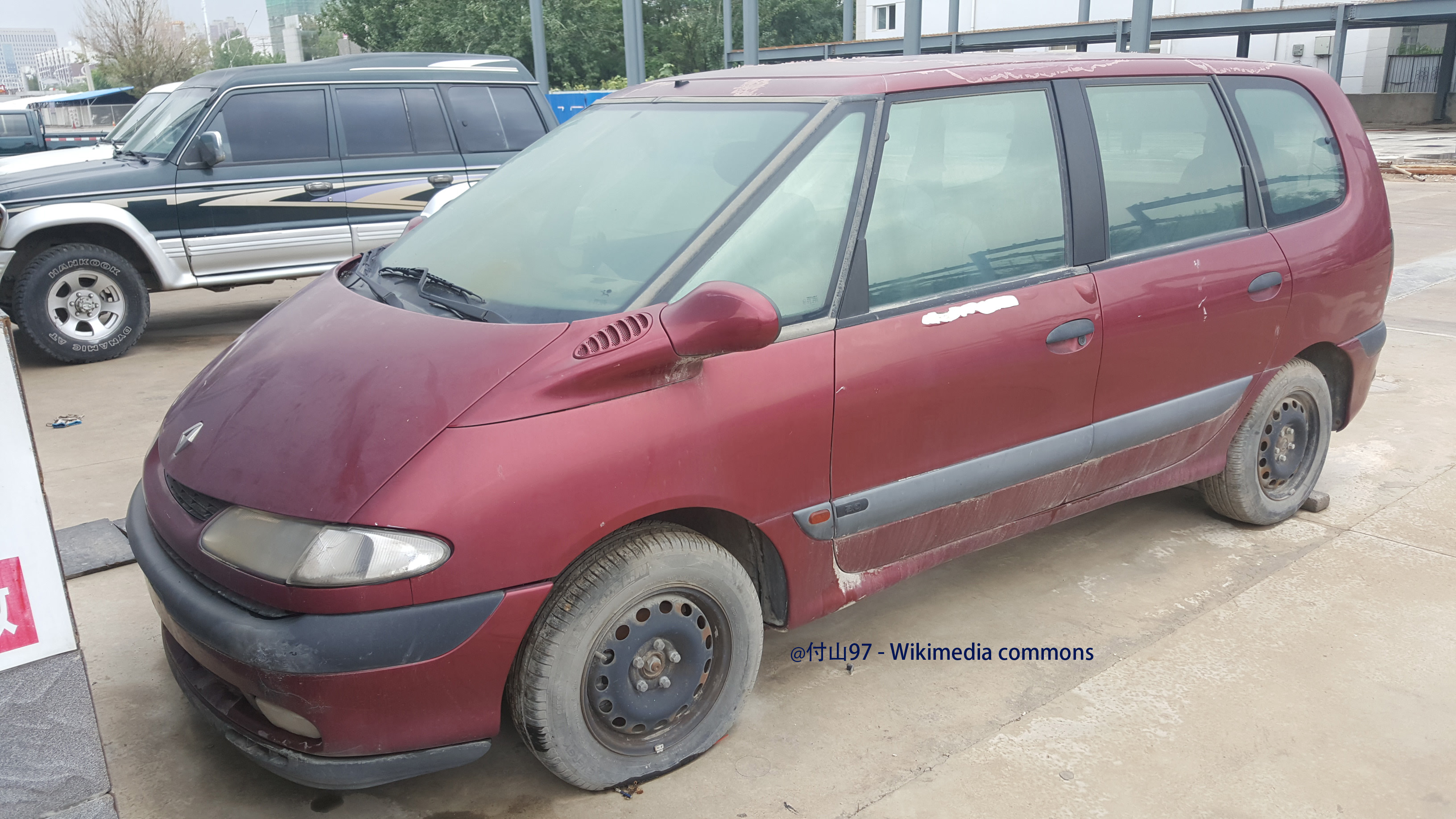
Sanjiang Renault Espace
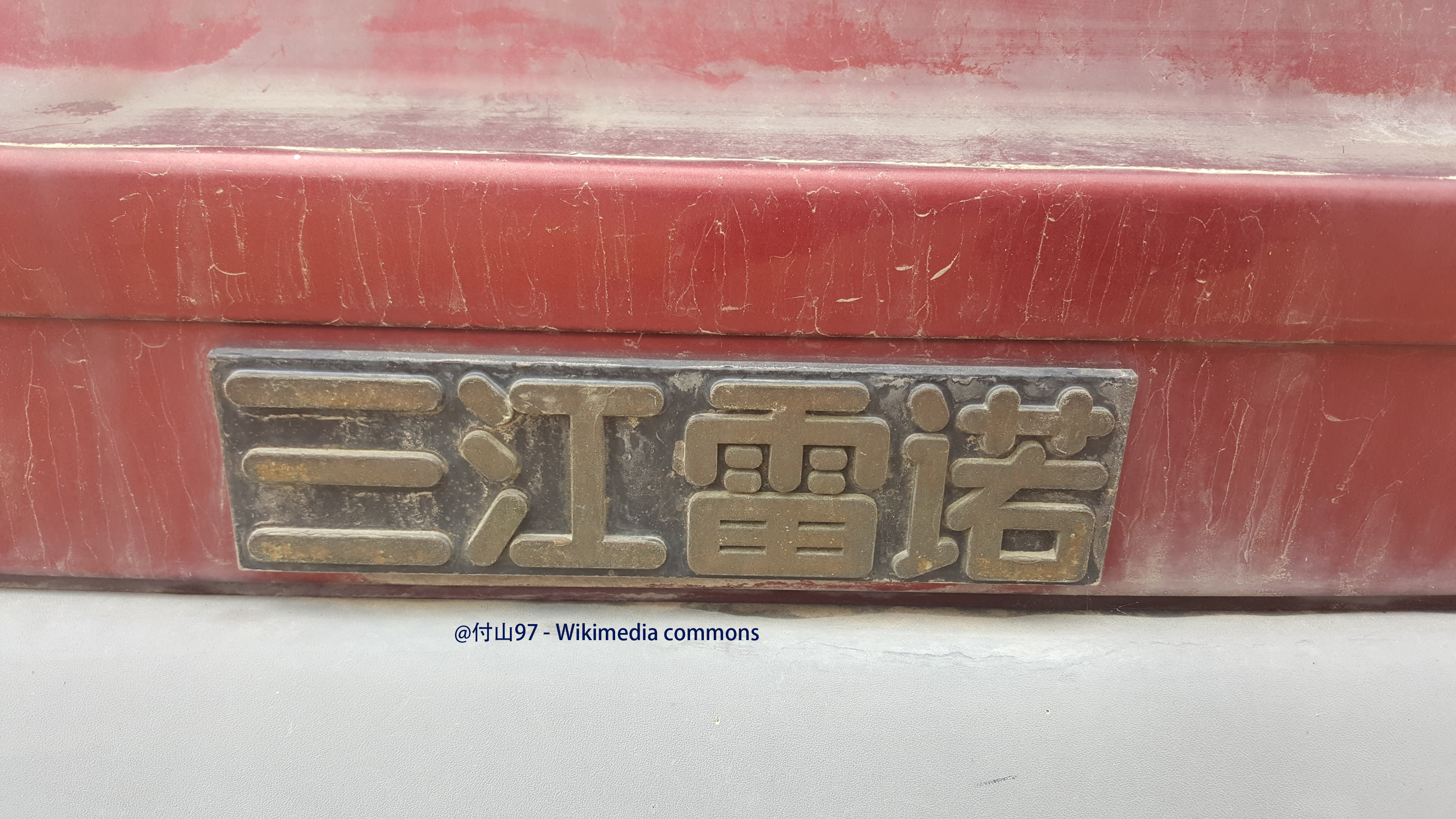
Schriftzug am Sanjiang Renault Espace